# Jānis Tutins
Jānis Tutins (ur. 23 czerwca 1966) – łotewski lekarz i polityk, samorządowiec, od 2006 poseł na Sejm Republiki Łotewskiej. 

## Życiorys
W 1985 ukończył średnią szkołę medyczną w Rydze, uzyskując specjalizację felczera, po czym podjął pracę w szpitalu klinicznym im. P. Stradiņsa w Rydze. W wolnej Łotwie pracował w spółkach prywatnych. W latach 2005–2006 pełnił funkcję burmistrza Rzeżycy. W wyborach z 2006 i 2010 uzyskiwał mandat posła na Sejm z listy Centrum Zgody. Był członkiem Partii Zgody Narodowej, obecnie należy do Partii Socjaldemokratycznej „Zgoda”. W wyborach w 2014 uzyskał reelekcję do Sejmu z listy „Zgody”.
Żonaty, ma córkę.